# Милщат
Мѝлщат (на немски: Millstatt am See) е селище в Южна Австрия. Разположен е на северния бряг на езерото Милщетер Зее в окръг Шпитал ан дер Драу на провинция Каринтия. Надморска височина 611 m. Отстои на около 70 km на северозапад от провинциалния център град Клагенфурт и на 10 km на изток от окръжния център Шпитал. Население 3461 жители към 2023 г.